# MTV Live HD
MTV Live är en dygnet runt-sändande 1080i HD musikkanal som sänder innehåll från sin ägare MTV Networks, en division under den amerikanska mediekoncernen Viacom. Den 17 juni 2010 fick MTVN HD tillstånd att sända i det digitala marknätet. Kanalen är internationell, med spridning över Europa, Afrika, Sydafrika och arabländerna, med bas och uppspelning i Polen. Motsvarande kanal i USA går under namnet Palladia och är en renodlad musikkanal i HD-formatet på den amerikanska marknaden.
Sedan juni 2010 sänds inte längre innehåll från Nickelodeon eftersom denna fått sin egen HD-kanal Nickelodeon HD. I dagsläget är det endast Boxer som sänder denna kanal.
MTVN HD lanserades i Europa den 15 september 2008 och antalet operatörer som distribuerar kanalen har växt efterhand. I Sverige är det Viasat, Canal Digital och Boxer som distribuerar kanalen i sitt HD-utbud men förhandlingar förs även med Com Hem. Uppspelningen av kanalen sker på MTV Networks playout i Polen men sändningarna når hela Europa och Sydamerika.
Kanalen sänder större delen av dygnet musikvideor i HD-formatet, ibland med internationella VJ:s däremellan. Livekonserter och MTV:s olika galor från olika håll i världen i HD är vanligt förekommande på kanalen.